# HMS Hepatica (K159)
HMS Hepatica (K159) je bila korveta razreda flower Kraljeve vojne mornarice, ki je bila operativna med drugo svetovno vojno.

## Zgodovina
Še preden je bila ladja dokončana, je bila 15. maja 1941 predana Kraljevi kanadski vojni mornarici. kjer so jo poimenovali kot HMCS Hepatica (K159). 27. junija 1945 je bila vrnjena Kraljevi vojni mornarici; 1. januarja 1948 so ladjo razrezali v Llanellyju.